# Roz Ryan
Roz Ryan est une actrice et chanteuse américaine née le 7 juillet 1951 à Détroit, au Michigan.

## Filmographie

### Cinéma
- 1997 : Le Petit Grille-pain courageux : À la rescousse : la chanteuse et autres voix additionnelles
- 1997 : Hercule : Thalie
- 1998 : Went to Coney Island on a Mission from God... Be Back by Five : l'infirmière
- 1999 : Nikita's Blues
- 1999 : Hercules: Zero to Hero : Thalie
- 2001 : Nikita Blues : Mildred
- 2007 : Je crois que j'aime ma femme : la propriétaire terrienne
- 2007 : Divine Intervention : Mère Candice
- 2007 : Whatever Lola Wants : la factrice
- 2009 : Steppin: The Movie
- 2009 : The Invention of Lying : l'infirmière
- 2010 : Waiting for Forever : Dorothy
- 2015 : Hello, My Name Is Doris : Patty

### Télévision
- 1986-1991 : Amen : Amelia Hetebrink (110 épisodes)
- 1997 : Sparks : Loretta (1 épisode)
- 1997-1998 : The Good News : Hattie Dixon (22 épisodes)
- 1998 : Les Aventures fantastiques d'Allen Strange : Merle (1 épisode)
- 1998-1999 : Hercule : Thalie (19 épisodes)
- 2000 : Buzz l'Éclair : Madame le Président (7 épisodes)
- 2001 : Danny : Chickie (9 épisodes)
- 2002-2007 : Kim Possible : la mère de Wade et une ranger (4 épisodes)
- 2003-2004 : All About the Andersons : Flo Anderson (16 épisodes)
- 2004 : Half and Half : Josephine Baylor (1 épisode)
- 2005 : JAG : Loretta McKee (1 épisode)
- 2005 : Barbershop : Mae (3 épisodes)
- 2008-2010 : Les Merveilleuses Mésaventures de Flapjack : Bubbie (41 épisodes)
- 2010-2012 : Kick Kasskoo : Mme Fitzpatrick (4 épisodes)
- 2011-2013 : Looney Tunes Show : Witch Lezah (12 épisodes)
- 2011-2017 : Adventure Time : Cake (5 épisodes)
- 2012 : Let's Stay Together : Mme Galloway (1 épisode)
- 2012 : Scooby-Doo : Mystères associés : Gorgeous G (1 épisode)
- 2012 : Hôpital central : Esther Love (1 épisode)
- 2012-2014 : The Rickey Smiley Sho : Tante Sylvia (22 épisodes)
- 2014 : Teen Titans Go! : la grand-mère cyborg (1 épisode)
- 2015 : Mickey Mouse (1 épisode)
- 2015-2017 : Agent K.C. : Grand-mère Gayle King (4 épisodes)
- 2018 : Mighty Magiswords : Steel Magnolia (1 épisode)
- 2019 : Raven : Miss Bertha (2 épisodes)
- 2019-2021 : La Colo magique : voix additionnelles
- 2021 : Lay Lay dans la place (série Netflix) : Velma

### Jeu vidéo
- 1997 : Disney's Animated Storybook: Hercules : Thalie
- 1997 : Hercule : Thalie
- 1999 : Tonic Trouble : la barmaid